# Esko Aho
Esko Tapani Aho (Veteli, 20 de maio de 1954) é um político finlandês, e foi o primeiro-ministro da Finlândia entre 1991 e 1995.